# Pals - Due amici e un tesoro
Pals - Due amici e un tesoro (Pals) è un film per la televisione del 1987 diretto da Lou Antonio.
È una commedia statunitense con George C. Scott, Don Ameche e Sylvia Sidney.

## Produzione
Il film, diretto da Lou Antonio su una sceneggiatura di Michael Norell con il soggetto di Andy Siegel, fu prodotto da Robert Halmi Jr. per la Robert Halmi Productions e girato a Dutch Island e a Savannah, Georgia.

## Distribuzione
Il film fu trasmesso negli Stati Uniti il 28 febbraio 1987 con il titolo Pals sulla rete televisiva CBS.
Altre distribuzioni:
- in Spagna (Colegas)
- in Brasile (Companheiros)
- in Ungheria (Haverok)
- in Svezia (Helknasiga polare)
- in Polonia (Latwo przyszlo, latwo poszlo)
- in Austria (Wie gefunden, so verschwunden)
- in Italia (Pals - Due amici e un tesoro)